# Lara Butler
Lara Butler, född 2 oktober 1994, är en simmare från Caymanöarna. Hennes bror, Geoffrey Butler, är också en olympisk simmare.
Butler tävlade för Caymanöarna vid olympiska sommarspelen 2016 i Rio de Janeiro, där hon blev utslagen i försöksheatet på 100 meter ryggsim.